# Little Things (chanson des One Direction)
Pour les articles homonymes, voir Little Things.
Singles de One Direction
Live While We're Young
(2012) Kiss You
(2012)
Little Things est une chanson du groupe de boy band One Direction sortie le 11 novembre 2012 sous le label Syco Records. 2e single extrait de l'album studio Take Me Home (2012), la chanson est écrite par Fiona Bevan et par Ed Sheeran. Little Things est produit par Jake Gosling. 
C'est une chanson d'amour douce où la personne qui chante s'adresse à son/sa partenaire en lui témoignant de son amour pour lui/elle et pour toutes ses "petites choses".

## Liste des pistes
- Version album

1. Little Things – 3:39

## Classement et certifications

### Classement hebdomadaire
| Classement (2012)                       | Meilleure position |
| --------------------------------------- | ------------------ |
| Allemagne (Media Control AG)            | 89                 |
| Australie (ARIA)                        | 9                  |
| Autriche (Ö3 Austria Top 40)            | 43                 |
| Belgique (Flandre Ultratop 50 Singles)  | 42                 |
| Belgique (Wallonie Ultratop 50 Singles) | 33                 |
| Canada (Hot 100)                        | 20                 |
| États-Unis (Hot 100)                    | 33                 |
| Irlande (IRMA)                          | 2                  |
| Nouvelle-Zélande (RMNZ)                 | 2                  |
| Royaume-Uni (UK Singles Chart)          | 1                  |
| Suède (Sverigetopplistan)               | 27                 |
| Suisse (Schweizer Hitparade)            | 38                 |

### Certifications
| Pays                     | Certifications | Ventes    |
| ------------------------ | -------------- | --------- |
| Australie (ARIA)         | 3 × Platine    | 210 000   |
| Canada (CRIA)            | Platine        | 80 000    |
| Danemark (IFPI)          | Or             | 15 000    |
| États-Unis (RIAA)        | Platine        | 1 000 000 |
| Norvège (IFPI)           | 2 × Platine    | 20 000    |
| Nouvelle-Zélande (RIANZ) | Or             | 7 500     |
| Suède (GLF)              | Platine        | 40 000    |

## Historique de sortie
| Région      | Date             | Format                            | Label                    |
| ----------- | ---------------- | --------------------------------- | ------------------------ |
| Monde       | 29 octobre 2012  | Diffusion radio                   | Sony Music Entertainment |
| Royaume-Uni | 11 novembre 2012 | Téléchargement digital, CD single | Syco                     |